# Recensement de Colombie de 1973

Le recensement de Colombie de 1973 est un recensement de la population lancé en 1973 à partir du 24 octobre dans la République de Colombie. La Colombie comptait alors 20 785 235 habitants.